# Justinas Marazas
Justinas Marazas (ur. 23 lutego 2000 w Jewiach) – litewski piłkarz występujący na pozycji pomocnika w klubie FK Riteriai.

## Kariera klubowa
Grę w piłkę nożną rozpoczął w wieku 6 lat, kiedy to zaczął uczęszczać na zajęcia organizowane przez trenera Aurimasa Šarapajevasa. Następnie trenował w klubach FK Legionas z Ławaryszek oraz FM Ateitis z Wilna. W połowie 2015 roku włączono go do kadry pierwszego zespołu Ateitisu, grającego w III lidze. W lipcu 2016 roku został zawodnikiem FK Trakai. Po rocznym pobycie w drugoligowych rezerwach przeniesiono go w szeregi pierwszej drużyny. 23 maja 2017 zadebiutował w A lyga w meczu przeciwko FK Kauno Žalgiris (4:1), w którym wszedł na boisko za Alaksandra Byczanoka. Z nadejściem sezonu 2018 rozpoczął regularne występy w podstawowym składzie. W maju 2018 roku odbył testy w młodzieżowym zespole Hellasu Verona, jednak nie otrzymał tam angażu. W lipcu 2018 roku zagrał po raz pierwszy w europejskich pucharach w spotkaniu z Cefn Druids AFC (1:0) w kwalifikacjach Ligi Europy 2018/19. Na zakończenie sezonu 2018 otrzymał od LFF wyróżnienie dla najlepszego młodzieżowego piłkarza roku na Litwie.
W styczniu 2019 roku Marazas został na zasadzie półrocznego wypożyczenia zawodnikiem Wisły Płock, prowadzonej przez Kibu Vicuñę, z którym współpracował wcześniej w FK Trakai. 16 lutego 2019 zadebiutował w Ekstraklasie w przegranym 0:1 spotkaniu przeciwko Jagiellonii Białystok, zmieniając w 62. minucie Jakuba Łukowskiego. W rundzie wiosennej sezonu 2018/19 zaliczył on 6 ligowych spotkań i po zakończeniu okresu wypożyczenia powrócił do FK Trakai, występującego już pod nazwą FK Riteriai.

## Kariera reprezentacyjna
W latach 2016–2018 występował w młodzieżowych reprezentacjach Litwy w kategorii U-17 oraz U-19. W październiku 2018 roku rozegrał 2 mecze w kadrze U-21 w ramach eliminacji Mistrzostw Europy 2019, zdobywając bramkę w spotkaniu z Finlandią (2:0).
22 marca 2019 zadebiutował w seniorskiej reprezentacji Litwy w przegranym 1:2 meczu z Luksemburgiem w eliminacjach Mistrzostw Europy 2020. W spotkaniu tym pojawił się na boisku w 76. minucie, zmieniając Sauliusa Mikoliūnasa.

## Sukcesy
- młodzieżowy piłkarz roku na Litwie: 2018